# Михайлив, Виталий Романович
Вита́лий Рома́нович Миха́йлив (укр. Віталій Романович Михайлів; род. 11 октября 2005, Львов) — украинский футболист, полузащитник тернопольской «Нивы».

## Карьера

### «Львов»
Футболом начал заниматься в львовской ДЮСШ, откуда позже перебрался в структуру «Львова». В декабре 2021 года футболист впервые попал в заявку основной команды на матч, однако остался на скамейке запасных. В начале следующего сезона футболист тренировался с основной командой. Дебютировал за клуб 11 сентября 2022 года в матче против киевского «Динамо», выйдя на замену на 82 минуте. На протяжении сезона футболист оставался преимущественно игроком скамейки запасных. Под конец сезона, когда клуб покинуло несколько игроков и футболист провёл все последние 4 матча на поле за львовский клуб, вместе с которым по итогу вылетел из украинской Премьер Лиги, заняв последнее место в турнирной таблице.

### «Минай»
В июле 2023 года футболист присоединился к «Минаю», с которым заключил двухлетний контракт. Провёл за клуб 3 матча за команду до 19 лет. В августе 2023 года появилась информация, что футболист перешёл в киевское «Динамо», однако позже игрок продолжил выступления в юношеской команде закарпатского клуба. Дебютировал за клуб 27 сентября 2023 года в матче Кубка Украины против сумской «Виктории», выйдя на поле в стартовом составе.

## Семья
Родной брат Роман и двоюродный брат Юрий профессиональные футболисты. Отец Роман Михайлив вице-президент «Львова» детско-юношеского отделения. Дядя Евгений Михайлив был профессиональным футболистом.